# Mike Watson
För konstteoretikern och kuratorn Mike Watson, se Michael Robert Watson
Mike Watson, ofta kallad Little Mike, född 31 december 1946 i Sheffield, är en engelsk rockmusiker, som kom till Sverige med gruppen Hi-Grades, en kompgrupp till Larry Finnegan, och kom sedan att ersätta Olle Nordström i Lee Kings. 
Han har senare varit verksam som studiomusiker och i den egna gruppen Little Mike & The Sweet Soul Music Band. Mike var också frontman i bandet Stockholm All Stars, där bland andra Lasse Wellander och Robert Wells ingick. Han har även spelat bas på ett flertal Abba-album. Dessutom har han varit en av de främsta studiomusikerna överhuvudtaget inom populärmusiken i Sverige på 1970- och 1980-talen.
År 2019 tilldelades Watson Musikerförbundets hederspris, Studioräven.
Watson var gift med sångerskan Suzie.